# Izabelin (gmina)
Pour les articles homonymes, voir Izabelin.
Izabelin est une gmina rurale du powiat de Varsovie-ouest dans le Voïvodie de Mazovie, dans le centre-est de la Pologne.
Son siège administratif (chef-lieu) est le village d'Izabelin, qui se situe environ 10 km au nord d'Ożarów Mazowiecki (siège de la powiat) et 16 km au nord-ouest de Varsovie (capitale de la Pologne).
La gmina couvre une superficie de 64,98 km2 pour une population de 10 068 habitants en 2006.

## Géographie
La gmina inclut les villages et localités de:

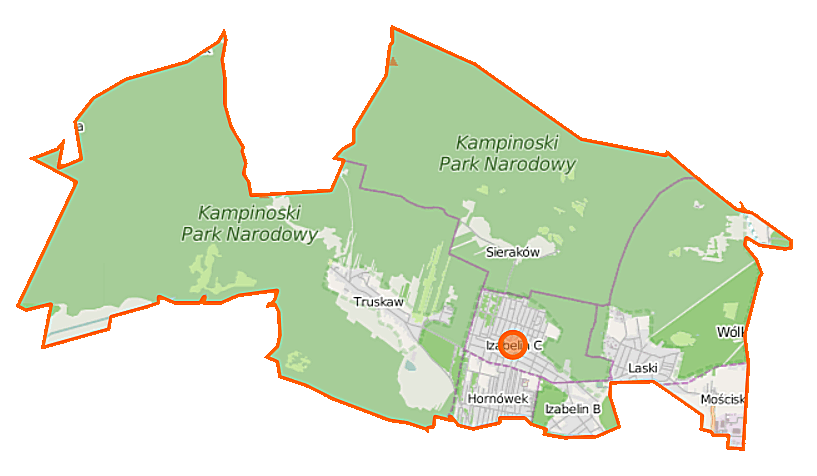
Plan de la gmina

- Hornówek
- Laski
- Mościska
- Sieraków
- Truskaw

### Gminy voisines
La gmina d'Izabelin est voisine de:

la ville de :
- Varsovie

et les gminy de:
- Czosnów
- Leszno
- Łomianki
- Stare Babice.

## Structure du terrain
D'après les données de 2002, la superficie de la commune de Szydłowiec est de 64,98 km2, répartis comme telle :
- terres agricoles : 8 %
- forêts : 91 %

La commune représente 12,19 % de la superficie du powiat.

## Démographie
Données en 2011 :
| Description        | Total  | Total | Femmes | Femmes | Hommes | Hommes |
| ------------------ | ------ | ----- | ------ | ------ | ------ | ------ |
| Unité              | Nombre | %     | Nombre | %      | Nombre | %      |
| Population         | 10 219 | 100   | 5 073  | 51,2   | 4 832  | 48,8   |
| Densité (hab./km²) | 157    | 157   | 78,1   | 78,1   | 74,4   | 74,4   |